# Nati il 29 novembre

## IX secolo(2)
- 826 - Guglielmo II di Tolosa, conte († 850)
- 860 - Ibn 'Abd Rabbih, scrittore e poeta arabo († 940)

## X secolo(1)
- 968 - Kazan, imperatore giapponese († 1008)

## XIII secolo(1)
- 1206 - Béla IV d'Ungheria, sovrano ungherese († 1270)

## XIV secolo(2)
- 1329 - Giovanni I di Baviera, nobile tedesco († 1340)
- 1338 - Lionello Plantageneto, I duca di Clarence, principe inglese († 1368)

## XV secolo(7)
- 1422 - Thomas Percy, I barone di Egremont, militare inglese († 1460)
- 1427 - Zhengtong, imperatore cinese († 1464)
- 1451 - Elisabetta di Hohenzollern, nobile († 1524)
- 1463 - Andrea della Valle, cardinale e vescovo cattolico italiano († 1534)
- 1466 - Agostino Chigi, banchiere, imprenditore e armatore italiano († 1520)
- 1484 - Joachim Vadiano, umanista svizzero († 1551)
- 1491 - Andreas I Imhoff, banchiere, mercante e politico tedesco († 1579)

## XVI secolo(8)
- 1514 - Andreas Musculus, teologo tedesco († 1581)
- 1521 - Marcantonio Maffei, cardinale e arcivescovo italiano († 1583)
- 1528 - Anthony Browne, I visconte Montagu, nobile e politico inglese († 1592)
- 1540 - Ippolito Pico della Mirandola, nobile e militare italiano († 1569)
- 1572 - Andrea Baroni Peretti Montalto, cardinale e vescovo cattolico italiano († 1629)
- 1573 - Johannes Canuti Lenaeus, religioso svedese († 1669)
- 1599 - Ottavio Branciforte, vescovo cattolico italiano († 1646)
- 1599 - Peter Heylyn, storico e teologo inglese († 1662)

## XVII secolo(8)
- 1605 - Anne-Marie Bigot de Cornuel, letterata francese († 1694)
- 1627 - John Ray, naturalista britannico († 1705)
- 1648 - Charles César Baudelot de Dairval, antiquario francese († 1722)
- 1677 - Guillaume Coustou, scultore francese († 1746)
- 1679 - Antonio Farnese, nobile italiano († 1731)
- 1690 - Cristiano Augusto di Anhalt-Zerbst, generale prussiano († 1747)
- 1698 - Johann Faccius, teologo, filosofo e filologo tedesco († 1775)
- 1699 - Giovanni Battista De Bonis, medico italiano († 1772)

## XVIII secolo(26)
- 1721 - Maria Vittoria Ottoboni, nobile, scrittrice e attrice teatrale italiana († 1790)
- 1725 - Nicolas Guibal, pittore francese († 1784)
- 1726 - Giovanni Benedetto Giovanelli, politico italiano († 1791)
- 1727 - Giuseppe Petrosellini, librettista italiano
- 1728 - Johann Gerhard Koenig, medico e botanico tedesco († 1785)
- 1737 - George Lennox, militare inglese († 1805)
- 1741 - Federico di Anhalt-Bernburg-Schaumburg-Hoym, principe tedesco († 1812)
- 1743 - Andrea Vici, architetto italiano († 1817)
- 1743 - Jean-François Vonck, politico e avvocato fiammingo († 1792)
- 1745 - Jonathan Elmer, politico statunitense († 1817)
- 1758 - Sigismondo Moll, funzionario austriaco († 1826)
- 1764 - Percy Jocelyn, vescovo anglicano irlandese († 1843)
- 1766 - Maine de Biran, filosofo e psicologo francese († 1824)
- 1767 - Kenneth Howard, I conte di Effingham, nobile e militare britannico († 1845)
- 1767 - Pietro Vischi, italiano († 1824)
- 1768 - Domenico De Simone, cardinale italiano († 1837)
- 1770 - Peter Hänsel, compositore e violinista austriaco († 1831)
- 1771 - Pietro Custodi, storico, letterato e politico italiano († 1842)
- 1774 - Johann Gottfried Gruber, critico letterario e enciclopedista tedesco († 1851)
- 1781 - Andrés Bello, poeta, filosofo e educatore venezuelano († 1865)
- 1784 - William Legge, IV conte di Dartmouth, nobile inglese († 1853)
- 1785 - Pierre-Antoine Lebrun, poeta francese († 1873)
- 1797 - Gaetano Donizetti, compositore italiano († 1848)
- 1798 - Aleksandr Pavlovič Brjullov, architetto e pittore russo († 1877)
- 1799 - Amos Bronson Alcott, educatore, insegnante e filosofo statunitense († 1888)
- 1800 - François Bouchot, pittore e incisore francese († 1842)

## XIX secolo(149)
- 1802 - Wilhelm Hauff, scrittore tedesco († 1827)
- 1803 - Christian Doppler, matematico e fisico austriaco († 1853)
- 1805 - Friedrich Kasiski, crittografo, militare e archeologo tedesco († 1881)
- 1805 - Giovanni Siotto Pintor, politico, avvocato e magistrato italiano († 1882)
- 1806 - Manuel de Araújo Porto-Alegre, scrittore, giornalista e pittore brasiliano († 1879)
- 1811 - Wendell Phillips, avvocato, oratore e attivista statunitense († 1884)
- 1813 - Franc Miklošič, filologo e linguista sloveno († 1891)
- 1814 - Giacinto de' Sivo, scrittore, storico e drammaturgo italiano († 1867)
- 1815 - Ii Naosuke, militare giapponese († 1860)
- 1816 - Morrison Remick Waite, politico e avvocato statunitense († 1888)
- 1818 - Abramo Basevi, compositore e critico musicale italiano († 1885)
- 1818 - Pietro Cantoni, politico e avvocato italiano († 1883)
- 1818 - William Ellery Channing, poeta statunitense († 1901)
- 1820 - Maria Carolina di Borbone-Due Sicilie, principessa italiana († 1861)
- 1822 - François-Ferdinand Tagliabue, missionario e vescovo cattolico francese († 1890)
- 1825 - Jean-Martin Charcot, neurologo francese († 1893)
- 1829 - José López Domínguez, politico spagnolo († 1911)
- 1830 - Luigi Dei Bei, magistrato e politico italiano († 1905)
- 1832 - Louisa May Alcott, scrittrice statunitense († 1888)
- 1832 - Charlotte Bournonville, mezzosoprano danese († 1911)
- 1832 - Antonio Palermo, avvocato, poeta e politico italiano († 1905)
- 1835 - Cixi, imperatrice cinese († 1908)
- 1837 - Carolina Luzzatto, scrittrice, giornalista e patriota italiana († 1919)
- 1837 - Lorenzo Passerini, patriarca cattolico italiano († 1915)
- 1838 - Giovanni Losi, presbitero e missionario italiano († 1882)
- 1839 - Æneas Mackay, politico olandese († 1909)
- 1840 - Rhoda Broughton, scrittrice inglese († 1920)
- 1840 - Paolo Cesa Bianchi, architetto e ingegnere italiano († 1920)
- 1840 - Carlo Giacomini, medico, antropologo e anatomista italiano († 1898)
- 1842 - William Blake Richmond, artista, artigiano e designer britannico († 1921)
- 1842 - William Evelyn Cameron, politico statunitense († 1927)
- 1843 - Jacques-Joseph Grancher, pediatra francese († 1907)
- 1843 - Gertrude Jekyll, artista e scrittrice britannica († 1932)
- 1844 - Justin-Miranda-René Benoît, fisico francese († 1922)
- 1845 - Giulio Salvatore Del Vecchio, statistico italiano († 1917)
- 1845 - Andrea Jordán, arcivescovo cattolico italiano († 1905)
- 1845 - Maurice-Henri Weil, storico francese († 1924)
- 1848 - Paul Marie Cesar Gerald Pau, generale francese († 1932)
- 1849 - Edward Aveling, politico inglese († 1898)
- 1849 - Crescentino Caselli, ingegnere e architetto italiano († 1932)
- 1849 - John Ambrose Fleming, inventore e ingegnere britannico († 1945)
- 1850 - Agostino Richelmy, cardinale e arcivescovo cattolico italiano († 1923)
- 1850 - Sofia Scalchi, contralto italiana († 1922)
- 1851 - Andrea Costa, politico italiano († 1910)
- 1851 - Carlo Ginori, imprenditore e politico italiano († 1905)
- 1852 - Alessandro Paternostro, giurista, politico e prefetto italiano († 1899)
- 1853 - Andrea Fiore, vescovo cattolico italiano († 1914)
- 1856 - Pasquale Sgrosso, oculista, chirurgo e psichiatra italiano († 1900)
- 1856 - Theobald von Bethmann-Hollweg, politico tedesco († 1921)
- 1857 - Primo Bandini, compositore italiano († 1929)
- 1857 - Theodor Escherich, batteriologo e pediatra tedesco († 1911)
- 1857 - Franz Josef Niedenzu, botanico tedesco († 1937)
- 1858 - James Hamilton, calciatore nordirlandese († 1932)
- 1858 - Christian Hülsen, storico dell'architettura tedesco († 1935)
- 1860 - Hanns Hörbiger, ingegnere, scrittore e astronomo austriaco († 1931)
- 1860 - Pietro La Fontaine, cardinale e patriarca cattolico italiano († 1935)
- 1860 - Luigi Rava, giurista e politico italiano († 1938)
- 1860 - James Stack, golfista statunitense († 1928)
- 1860 - Antonio D'Alì, politico italiano († 1916)
- 1862 - Gustav von Kahr, politico e avvocato tedesco († 1934)
- 1862 - Friedrich Klose, compositore tedesco († 1942)
- 1862 - Otis Turner, regista, sceneggiatore e produttore cinematografico statunitense († 1918)
- 1863 - Georg Marco, scacchista e compositore di scacchi romeno († 1923)
- 1863 - Jules-Alexis Muenier, pittore e fotografo francese († 1942)
- 1865 - Ravi Varma V, principe indiano († 1946)
- 1866 - Ernest William Brown, matematico e astronomo inglese († 1938)
- 1866 - Pakubuwono X, sovrano indonesiano († 1939)
- 1867 - Kamakichi Kishinouye, biologo giapponese († 1929)
- 1869 - Ivor Atkins, organista e direttore di coro inglese († 1953)
- 1870 - Enric Prat de la Riba, avvocato, giornalista e saggista spagnolo († 1917)
- 1872 - Nikolaj Apollonovič Bajkov, ufficiale e scrittore russo († 1958)
- 1872 - Anna von Mildenburg, soprano austriaco († 1947)
- 1872 - Edoardo Vitale, direttore d'orchestra italiano († 1948)
- 1874 - Antonio Egas Moniz, psichiatra, politico e letterato portoghese († 1955)
- 1876 - Joseph Davies, giurista, politico e diplomatico statunitense († 1958)
- 1876 - Nellie Tayloe Ross, politica statunitense († 1977)
- 1877 - Rowland Baring, II conte di Cromer, nobile e diplomatico inglese († 1953)
- 1877 - Gab Sorère, scenografa e regista francese († 1962)
- 1877 - Sebastiano Crinò, geografo italiano († 1955)
- 1877 - Elsa Laula Renberg, attivista svedese († 1931)
- 1877 - Ferdinando Innamorati, politico e antifascista italiano († 1944)
- 1877 - Hermann Junker, egittologo tedesco († 1962)
- 1878 - Mario Corte, attore, regista e doppiatore italiano († 1967)
- 1878 - John Derbyshire, nuotatore e pallanuotista britannico († 1938)
- 1878 - Jean de Laborde, ammiraglio francese († 1977)
- 1878 - Hubert Lefèbvre, rugbista a 15 francese († 1937)
- 1879 - Antero Leonardo Canale, generale italiano († 1959)
- 1879 - Jacob Gade, violinista e compositore danese († 1963)
- 1881 - Hermann Ehrhardt, militare e terrorista tedesco († 1971)
- 1881 - Artur Phleps, generale tedesco († 1944)
- 1882 - Henri Fabre, aviatore e ingegnere aeronautico francese († 1984)
- 1883 - Max Kennedy Horton, ammiraglio britannico († 1951)
- 1883 - Albert Laprade, architetto francese († 1978)
- 1883 - Guido Sampieri, fantino italiano († 1925)
- 1884 - Claudius Colas, esperantista francese († 1914)
- 1884 - Max Reichmann, regista tedesco († 1958)
- 1885 - Celeste Almieri, attrice italiana († 1987)
- 1885 - Frank Jerwood, canottiere britannico († 1971)
- 1885 - Antonio Scuero, generale e politico italiano († 1960)
- 1886 - João Jório, pallanuotista e canottiere brasiliano
- 1887 - Ignaz Gabloner, scultore e disegnatore italiano († 1964)
- 1887 - Herman James Good, militare canadese († 1969)
- 1888 - Ferruccio Banissoni, psicologo italiano († 1952)
- 1888 - Tommy Burn, calciatore inglese († 1976)
- 1888 - Manuel Gonçalves Cerejeira, cardinale e patriarca cattolico portoghese († 1977)
- 1888 - Johan Andresen, politico norvegese († 1953)
- 1888 - Karl von Oven, generale tedesco († 1974)
- 1888 - Konstantin Shayne, attore russo († 1974)
- 1888 - Giovanni Uberti, politico e giornalista italiano († 1964)
- 1889 - Virgilio Riento, attore italiano († 1959)
- 1889 - Edoardo Weber, progettista e imprenditore italiano
- 1890 - Maurice Genevoix, scrittore francese († 1980)
- 1890 - Claude-Joseph Gignoux, politico e economista francese († 1968)
- 1890 - Charles Heerey, arcivescovo cattolico e missionario irlandese († 1967)
- 1890 - Boris Viktorovič Tomaševskij, filologo, critico letterario e slavista russo († 1957)
- 1890 - Rodolfo Zilli, scultore e pittore italiano († 1976)
- 1891 - Fritz Brandstetter, calciatore austriaco († 1926)
- 1891 - Renzo Castagneto, pilota automobilistico e dirigente sportivo italiano († 1971)
- 1891 - Aleksandr Viktorovič Ivanovskij, regista cinematografico russo († 1968)
- 1891 - Hugo Lahtinen, multiplista finlandese († 1977)
- 1891 - Julius Raab, politico austriaco († 1964)
- 1892 - Luigi Russo, critico letterario e storico della letteratura italiano († 1961)
- 1894 - Jimmy Ferris, calciatore nordirlandese († 1932)
- 1895 - Busby Berkeley, regista, coreografo e attore statunitense († 1976)
- 1895 - Novenio Bucchi, militare italiano († 1964)
- 1895 - Lodovico Rocca, compositore italiano († 1986)
- 1895 - William Tubman, politico liberiano († 1971)
- 1896 - Renzo Azaghi, calciatore italiano († 1965)
- 1896 - Jerome Daniel Hannan, vescovo cattolico statunitense († 1965)
- 1896 - Kurt Röpke, generale tedesco († 1966)
- 1897 - John Alexander, attore statunitense († 1982)
- 1897 - Stefano Cairola, gallerista, mercante d'arte e critico d'arte italiano († 1972)
- 1897 - Pedro Vallana, calciatore, allenatore di calcio e arbitro di calcio spagnolo († 1980)
- 1898 - Harald Halvorsen, allenatore di calcio, calciatore e pattinatore di velocità su ghiaccio norvegese († 1992)
- 1898 - Rod La Rocque, attore statunitense († 1969)
- 1898 - C. S. Lewis, scrittore, saggista e teologo britannico († 1963)
- 1898 - Vincent Massari, politico, editore e giornalista italiano († 1976)
- 1898 - Gus Pope, discobolo statunitense († 1953)
- 1899 - Hanns-Erich Kaminski, giornalista e scrittore tedesco († 1963)
- 1899 - Andrija Kujundžić, calciatore jugoslavo († 1970)
- 1899 - Emma Morano, supercentenaria italiana († 2017)
- 1899 - Joan Oliver i Sallarès, poeta, drammaturgo e giornalista spagnolo († 1986)
- 1899 - Gustave Reese, musicologo e docente statunitense († 1977)
- 1900 - Alberico Biadene, ingegnere e alpinista italiano († 1985)
- 1900 - Mildred Gillars, conduttrice radiofonica statunitense († 1988)
- 1900 - Jørgen-Frantz Jacobsen, scrittore faroese († 1938)
- 1900 - Håkan Malmrot, nuotatore svedese († 1987)
- 1900 - Nello Rosselli, storico, giornalista e antifascista italiano († 1937)
- 1900 - Stjepan Vrbančić, calciatore jugoslavo († 1988)

## XX secolo(814)
- 1901 - Giuseppe Dozza, politico italiano († 1974)
- 1901 - Alberto Ginocchio, militare, marinaio e partigiano italiano († 1947)
- 1901 - Mildred Harris, attrice statunitense († 1944)
- 1901 - Andreas Johansen, calciatore norvegese († 1978)
- 1902 - Otto Haftl, calciatore austriaco († 1995)
- 1902 - Carlo Levi, scrittore e pittore italiano († 1975)
- 1902 - Tommy Loughran, pugile statunitense († 1982)
- 1902 - Antonio Maquilón, calciatore peruviano († 1984)
- 1902 - Eduard Sperling, lottatore tedesco († 1985)
- 1903 - Gianni Mattioli, collezionista d'arte italiano († 1977)
- 1903 - Tavares da Silva, calciatore, allenatore di calcio e giornalista portoghese († 1958)
- 1903 - József Wereb, allenatore di calcio e calciatore ungherese († 1975)
- 1904 - Henryk Budziński, canottiere polacco († 1983)
- 1904 - Héctor Castro, allenatore di calcio e calciatore uruguaiano († 1960)
- 1904 - Emanuele Cavalli, pittore e fotografo italiano († 1981)
- 1904 - Giuseppe Cavalli, fotografo italiano († 1961)
- 1904 - Marco Antonio Fusco, politico italiano
- 1904 - Kay Johnson, attrice statunitense († 1975)
- 1905 - Mario Braggiotti, pianista e compositore italiano († 1996)
- 1905 - Chester Erskine, regista statunitense († 1986)
- 1905 - Marcel Lefebvre, arcivescovo cattolico francese († 1991)
- 1906 - Käthe Krauß, velocista tedesca († 1970)
- 1906 - Luis Van Rooten, attore statunitense († 1973)
- 1906 - Fritz Schmidt, militare tedesco († 1982)
- 1907 - Luigi Gemini, arbitro di calcio italiano
- 1907 - Vittorio Marullo di Condojanni, diplomatico italiano († 1982)
- 1907 - Guido Pontecorvo, genetista italiano († 1999)
- 1907 - Stephen O. Rice, ingegnere e statistico statunitense († 1986)
- 1907 - Dolf Scheeffer, calciatore olandese († 1966)
- 1908 - Emmet Reid Blake, ornitologo statunitense († 1997)
- 1908 - Kurt Heinrich Debus, ingegnere tedesco († 1983)
- 1908 - Wally Monson, hockeista su ghiaccio canadese († 1988)
- 1908 - Henriette Morineau, attrice e regista teatrale francese († 1990)
- 1908 - Alfred G. Ward, ammiraglio statunitense († 1982)
- 1909 - Ferruccio Bellè, arbitro di calcio italiano († 1969)
- 1909 - Cvitan Galić, aviatore croato († 1944)
- 1909 - Jean Leguay, funzionario francese († 1989)
- 1909 - Luís Luz, calciatore brasiliano († 1989)
- 1909 - Albert Polge, calciatore francese († 1944)
- 1909 - Giordano Bruno Rossoni, militare e aviatore italiano († 1944)
- 1909 - Osvaldo Savio, arbitro di calcio italiano († 1978)
- 1909 - František Schulz, pallanuotista cecoslovacco († 1944)
- 1909 - Stefan Skoumal, calciatore austriaco († 1983)
- 1909 - Kinuyo Tanaka, attrice e regista giapponese († 1977)
- 1909 - Đorđe Vujadinović, calciatore e allenatore di calcio jugoslavo († 1990)
- 1910 - Árpád Belko, calciatore ungherese († 1998)
- 1910 - Fernando Bello, calciatore argentino († 1974)
- 1910 - Luigi Beretta, calciatore italiano
- 1910 - Marcel Escoffier, costumista monegasco († 2001)
- 1910 - August Lenz, calciatore tedesco († 1988)
- 1910 - Máirtín Ó Direáin, poeta e scrittore irlandese († 1988)
- 1912 - Jock Shaw, calciatore scozzese († 2000)
- 1912 - Viola Smith, batterista statunitense († 2020)
- 1912 - John Steele, militare statunitense († 1969)
- 1912 - Ai Xia, attrice e sceneggiatrice cinese († 1934)
- 1913 - Robert Allart, sollevatore belga
- 1913 - Benjamin Markarian, astronomo e astrofisico armeno († 1985)
- 1913 - Georges Spénale, politico francese († 1983)
- 1914 - Taisen Deshimaru, monaco buddhista giapponese († 1982)
- 1914 - Raoul Pène Du Bois, costumista statunitense († 1985)
- 1914 - Aldo Giuntoli, politico italiano († 2002)
- 1914 - Dante Guagnetti, calciatore italiano († 1992)
- 1915 - Ludu Daw Amar, giornalista e scrittrice birmana († 2008)
- 1915 - Domenico La Cavera, imprenditore italiano († 2011)
- 1915 - Helmut Niedermayr, pilota automobilistico tedesco († 1985)
- 1915 - Eugene Polley, inventore statunitense († 2012)
- 1915 - Harold C. Schonberg, critico musicale statunitense († 2003)
- 1915 - Billy Strayhorn, arrangiatore, compositore e pianista statunitense († 1967)
- 1916 - Valentino Bucchi, compositore italiano († 1976)
- 1916 - Sydney Gun-Munro, politico sanvincentino († 2007)
- 1916 - Mario Zanni, calciatore italiano
- 1917 - Roberto Camardiel, attore spagnolo († 1989)
- 1917 - Pierre Gaspard-Huit, sceneggiatore e regista francese († 2017)
- 1917 - Albie Reisz, giocatore di football americano statunitense († 1985)
- 1917 - Emilio Santillo, poliziotto italiano († 1981)
- 1917 - Gastone Simoni, militare italiano († 1942)
- 1917 - Filippo Traina, politico e avvocato italiano († 1983)
- 1917 - Merle Travis, chitarrista e cantante statunitense († 1983)
- 1918 - Madeleine L'Engle, scrittrice statunitense († 2007)
- 1918 - James Larry Strong, giocatore di baseball, allenatore di baseball e cestista statunitense († 2007)
- 1918 - Jeanne Modigliani, storica dell'arte e saggista italiana († 1984)
- 1918 - Romeo Rodriguez Pereira, militare italiano († 1944)
- 1918 - Federico Giosia di Sassonia-Coburgo-Gotha, nobile tedesco († 1998)
- 1919 - Raúl Campero, cavaliere messicano († 1980)
- 1919 - Lucien Conein, militare e agente segreto statunitense († 1998)
- 1919 - Frank Kermode, critico letterario britannico († 2010)
- 1919 - Gudō Wafu Nishijima, monaco buddhista e maestro zen giapponese († 2014)
- 1919 - Pearl Primus, ballerina, coreografa e antropologa statunitense († 1994)
- 1919 - Cláudio Santoro, compositore, direttore d'orchestra e violinista brasiliano († 1989)
- 1919 - Ítalo Sartori, canottiere italiano
- 1919 - Virgil W. Vogel, regista statunitense († 1996)
- 1919 - Joe Weider, imprenditore, editore e dirigente sportivo canadese († 2013)
- 1920 - Vincenzo Ferdinandi, stilista italiano († 1990)
- 1920 - Egor Kuz'mič Ligačëv, politico sovietico († 2021)
- 1921 - William Alston, filosofo statunitense († 2009)
- 1921 - France Balantič, poeta sloveno († 1943)
- 1921 - Giulio Bresci, ciclista su strada italiano († 1998)
- 1921 - Sándor Gőcze, calciatore ungherese († 1995)
- 1921 - Vincenzo Rizzo, partigiano italiano († 1948)
- 1921 - Christine de Rivoyre, scrittrice e giornalista francese († 2019)
- 1922 - Michael Howard, storico britannico († 2019)
- 1922 - Carlo Lajolo, scrittore e partigiano italiano († 2009)
- 1922 - Laurie Main, attore inglese († 2012)
- 1922 - Raimundo Pérez Lezama, calciatore spagnolo († 2007)
- 1922 - Maria Pia Tavazzani, partigiana, scrittrice e fotografa italiana († 2019)
- 1923 - Chuck Daigh, pilota automobilistico statunitense († 2008)
- 1923 - Augusto Lauro, vescovo cattolico italiano († 2023)
- 1923 - Shigeichi Negishi, inventore e imprenditore giapponese († 2024)
- 1923 - Francesco Petagna, allenatore di calcio e calciatore italiano († 2000)
- 1923 - Jan Tangen, calciatore norvegese († 1966)
- 1923 - Dino Tiberi, politico italiano († 2013)
- 1923 - Fausto Vega Santander, militare e aviatore messicano († 1945)
- 1923 - Valerio Volpini, partigiano, giornalista e storico italiano († 2000)
- 1924 - Erik Balling, regista danese († 2005)
- 1924 - Gerardo Chiaromonte, politico, giornalista e scrittore italiano († 1993)
- 1924 - Giuseppe Colli, scrittore e poeta italiano († 2017)
- 1924 - Pierrette Favarger, ceramista e scultrice svizzera († 2015)
- 1924 - Libero Gualtieri, calciatore italiano († 2013)
- 1924 - Giuseppe Guarneri, calciatore italiano
- 1924 - Ralph James, attore statunitense († 1992)
- 1924 - Irv Noren, giocatore di baseball e cestista statunitense († 2019)
- 1925 - Felix Diefenbach, cestista tedesco († 2019)
- 1925 - Roberto Gabetti, architetto, urbanista e teorico dell'architettura italiano († 2000)
- 1925 - Ernst Happel, allenatore di calcio e calciatore austriaco († 1992)
- 1925 - Gigi Peronace, dirigente sportivo e calciatore italiano († 1980)
- 1925 - Piero Prampolini, designer e progettista italiano († 2023)
- 1925 - Virgilio Tosi, regista, divulgatore scientifico e storico del cinema italiano († 2023)
- 1926 - Paul Vincent Dudley, vescovo cattolico statunitense († 2006)
- 1926 - Dilhan Eryurt, astrofisica turca († 2012)
- 1926 - Beji Caid Essebsi, politico e avvocato tunisino († 2019)
- 1926 - Antonino Murmura, politico italiano († 2014)
- 1926 - Jean Sénac, poeta e drammaturgo francese († 1973)
- 1927 - Rupert Crosse, attore statunitense († 1973)
- 1927 - Derek Day, hockeista su prato britannico († 2015)
- 1927 - Rafael Mújica, calciatore spagnolo († 1987)
- 1927 - Narciso Parigi, cantante e attore italiano († 2020)
- 1927 - Sergio Vergara De La Guarda, schermidore cileno († 2003)
- 1928 - Lila Acosta, cestista paraguaiana († 2017)
- 1928 - Joan Martí Alanis, arcivescovo cattolico spagnolo († 2009)
- 1928 - Franco Festorazzi, arcivescovo cattolico italiano († 2021)
- 1928 - Yolande Fox, modella statunitense († 2016)
- 1928 - Andrzej Kijowski, scrittore e critico letterario polacco († 1985)
- 1928 - Mario Remonti, ex calciatore italiano
- 1928 - Tahir Salahov, pittore azero († 2021)
- 1928 - Paul Simon, politico statunitense († 2003)
- 1928 - Alfonso Tomas, attore italiano († 2005)
- 1929 - Giorgio Agnelli, imprenditore italiano († 1965)
- 1929 - Yerker Andersson, educatore e attivista svedese († 2016)
- 1929 - Pietro Cimatti, poeta, scrittore e pittore italiano († 1991)
- 1929 - Anna Laura Messeri, attrice teatrale, regista teatrale e docente italiana († 2024)
- 1929 - Oriano Quilici, arcivescovo cattolico italiano († 1998)
- 1929 - Giuseppe Santamato, ex calciatore italiano
- 1929 - Massimo Valentini, giornalista italiano († 1984)
- 1929 - Giancarlo Vitali, pittore italiano († 2018)
- 1930 - Serafín Areta, calciatore spagnolo († 1997)
- 1930 - Candido Cannavò, giornalista e mezzofondista italiano († 2009)
- 1930 - Gerardo D'Ambrosio, magistrato e politico italiano († 2014)
- 1930 - Nina Grebeškova, attrice sovietica († 2025)
- 1930 - Franco Mercuri, sceneggiatore italiano († 1985)
- 1930 - Gaspare Saladino, politico italiano
- 1930 - Vladimir Schönauer, calciatore jugoslavo († 2013)
- 1930 - Jean Vincent, allenatore di calcio e calciatore francese († 2013)
- 1931 - Nelly Borgeaud, attrice francese († 2004)
- 1931 - Wallace Broecker, climatologo e geologo statunitense († 2019)
- 1931 - Salvatore Di Pasquale, architetto italiano († 2004)
- 1931 - Shintarō Katsu, attore, produttore cinematografico e regista giapponese († 1997)
- 1931 - André Noyelle, ciclista su strada belga († 2003)
- 1931 - Jurij Vojnov, calciatore e allenatore di calcio sovietico († 2003)
- 1932 - Jacques Chirac, politico e funzionario francese († 2019)
- 1932 - Franco Gozzi, dirigente sportivo italiano († 2013)
- 1932 - Tonnie van der Linden, calciatore olandese († 2017)
- 1932 - Pierre Toubert, medievista francese († 2025)
- 1933 - Horst Assmy, calciatore tedesco orientale († 1972)
- 1933 - Francisco Cuoco, attore brasiliano († 2025)
- 1933 - Dalmazio Cuttica, calciatore italiano († 1998)
- 1933 - John Mayall, cantante, polistrumentista e compositore britannico († 2024)
- 1933 - Lometa Odom, cestista e allenatrice di pallacanestro statunitense († 2017)
- 1933 - James Rosenquist, pittore statunitense († 2017)
- 1934 - Mary Carter, ex tennista australiana
- 1934 - Laura Conter, ex tuffatrice italiana
- 1934 - Terry Dyson, ex calciatore inglese
- 1934 - Shirō Kuramata, designer giapponese († 1991)
- 1934 - Willie Morris, giornalista e sceneggiatore statunitense († 1999)
- 1934 - Nicéphore Soglo, politico beninese
- 1935 - Bino Cicogna, produttore cinematografico, sceneggiatore e nobile italiano († 1971)
- 1935 - Joan Harrison, nuotatrice sudafricana († 2025)
- 1935 - Diane Ladd, attrice statunitense
- 1935 - Thomas Joseph O'Brien, vescovo cattolico statunitense († 2018)
- 1935 - Mahmud Sulayman al-Maghribi, politico libico († 2009)
- 1936 - Davide Anzaghi, compositore italiano
- 1936 - Joe Cini, ex calciatore maltese
- 1936 - Gioacchino D'Anna, militare italiano († 1975)
- 1936 - Gian Marco Moratti, imprenditore, dirigente sportivo e filantropo italiano († 2018)
- 1937 - Francesco De Piccoli, ex pugile e attore italiano
- 1937 - Sergio De Simone, italiano († 1945)
- 1937 - Don Goldstein, cestista statunitense († 2022)
- 1937 - Branko Martinović, lottatore jugoslavo († 2015)
- 1937 - Alfredo Napoleoni, ex calciatore italiano
- 1937 - Giuseppe Lelio Petronio, politico italiano († 2017)
- 1937 - Tom Trana, pilota automobilistico svedese († 1991)
- 1938 - Johnny Crossan, ex calciatore nordirlandese
- 1938 - Carlo Donolo, sociologo italiano († 2017)
- 1938 - Michel Duchaussoy, attore francese († 2012)
- 1938 - Vladimir Golovanov, sollevatore sovietico († 2003)
- 1938 - Hubert Höhne, ex pallanuotista tedesco orientale
- 1938 - Carlos Lapetra, calciatore spagnolo († 1995)
- 1938 - Teresa de Lauretis, scrittrice e sociologa italiana
- 1938 - Gabriele Piermartini, funzionario e politico italiano
- 1938 - George Price, ex cestista statunitense
- 1938 - Carlo Quartucci, regista, attore e scenografo italiano († 2019)
- 1938 - Romano Scandariato, regista e sceneggiatore italiano († 2010)
- 1938 - Zlatko Šimenc, ex pallanuotista jugoslavo
- 1939 - Lilia Conesa, ex cestista argentina
- 1939 - Claudio Fasoli, sassofonista e compositore italiano
- 1939 - George Gilder, scrittore e filosofo statunitense
- 1939 - Nikolaj Karasëv, ex pesista sovietico
- 1939 - Abdelmajid Lakhal, regista e attore tunisino († 2014)
- 1939 - Marisa Moltisanti, politica italiana
- 1939 - Meco Monardo, musicista e produttore discografico statunitense († 2023)
- 1939 - Sandro Salvadore, calciatore e allenatore di calcio italiano († 2007)
- 1939 - Concha Velasco, attrice, cantante e ballerina spagnola († 2023)
- 1939 - Joel Whitburn, scrittore statunitense († 2022)
- 1940 - Katsuo Bai, ex cestista giapponese
- 1940 - Adelfio Elio Cardinale, medico italiano
- 1940 - Arturo "Zambo" Cavero, cantante e insegnante peruviano († 2009)
- 1940 - Denny Doherty, cantautore canadese († 2007)
- 1940 - Bob Dwyer, allenatore di rugby a 15 e ex rugbista a 15 australiano
- 1940 - Óscar Espinosa Chepe, economista e diplomatico cubano († 2013)
- 1940 - Mario Giuliacci, meteorologo e ex militare italiano
- 1940 - Billy Hart, batterista statunitense
- 1940 - Chuck Mangione, musicista, compositore e trombettista statunitense († 2025)
- 1940 - Thelma Mothershed-Wair, attivista statunitense († 2024)
- 1940 - Tom Moulton, produttore discografico statunitense
- 1940 - Bruce Myles, attore e regista cinematografico australiano
- 1940 - Dani Shmulevich-Rom, calciatore israeliano († 2021)
- 1941 - Ronald Coleman, politico statunitense
- 1941 - Lothar Emmerich, calciatore e allenatore di calcio tedesco († 2003)
- 1941 - Bill Freehan, giocatore di baseball statunitense († 2021)
- 1941 - Jody Miller, cantante statunitense († 2022)
- 1941 - Stefan Reisch, ex calciatore tedesco
- 1942 - Felix Cavaliere, cantautore e tastierista statunitense
- 1942 - Michael Craze, attore britannico († 1998)
- 1942 - Lajos Dunai, calciatore ungherese († 2000)
- 1942 - Ann Dunham, antropologa statunitense († 1995)
- 1942 - Reinhold Durnthaler, bobbista austriaco († 2017)
- 1942 - Kunio Lemari, politico marshallese († 2008)
- 1942 - Carlo Ripari, allenatore di calcio e ex calciatore italiano
- 1943 - Tim Davis, percussionista e cantautore statunitense († 1988)
- 1943 - Frank Galati, regista, sceneggiatore e attore statunitense († 2023)
- 1943 - Sue Miller, scrittrice statunitense
- 1943 - Efren Torres, pugile messicano († 2010)
- 1943 - Zouzou, modella, attrice e cantante francese
- 1944 - Terry Ball, allenatore di hockey su ghiaccio e ex hockeista su ghiaccio canadese
- 1944 - Luciano Bivar, politico e imprenditore brasiliano
- 1944 - Helmut Dähne, pilota motociclistico tedesco
- 1944 - Terje Gulbrandsen, calciatore norvegese († 2015)
- 1944 - Cornelia Hesse-Honegger, illustratrice svizzera
- 1944 - Javier Ormaza, ex calciatore spagnolo
- 1944 - Peter Ramseier, calciatore svizzero († 2018)
- 1944 - Mike Trebilcock, ex calciatore inglese
- 1944 - Twink, batterista, cantautore e attore britannico
- 1945 - Manel Comas, allenatore di pallacanestro spagnolo († 2013)
- 1945 - Tor Enge, calciatore norvegese († 2024)
- 1945 - Stojan Spetič, politico italiano
- 1945 - Franco Trevisi, attore italiano
- 1946 - Suzy Chaffee, ex sciatrice alpina, attrice e attivista statunitense
- 1946 - Vuk Drašković, politico serbo
- 1946 - Conceição Evaristo, scrittrice, critica letteraria e attivista brasiliana
- 1946 - Nikolaj Ivanovič Kiselëv, allenatore di calcio e ex calciatore sovietico
- 1946 - Franz Merkhoffer, ex calciatore tedesco
- 1946 - Stefano Oppedisano, attore e doppiatore italiano
- 1946 - Silvio Rodríguez, musicista cubano
- 1946 - Gonzalo Vega, attore messicano († 2016)
- 1947 - John Calvin, attore statunitense
- 1947 - Petra Kelly, politica e attivista tedesca († 1992)
- 1947 - George Kobayashi, ex calciatore giapponese
- 1947 - Ronnie Montrose, chitarrista statunitense († 2012)
- 1947 - Mario Aurelio Poli, cardinale e arcivescovo cattolico argentino
- 1947 - George Thompson, cestista statunitense († 2022)
- 1947 - Clare Torry, cantante britannica
- 1947 - Mirzə Xəzər, scrittore, conduttore televisivo e editore azero († 2020)
- 1948 - Oleg Dolmatov, allenatore di calcio e ex calciatore sovietico
- 1948 - Philippe Luguy, fumettista francese
- 1948 - Piero Ostilio Rossi, architetto e saggista italiano
- 1949 - Radojko Avramović, allenatore di calcio e ex calciatore serbo
- 1949 - Ubaldo Bonuccelli, neurologo e scrittore italiano († 2025)
- 1949 - Dave Bright, ex calciatore inglese
- 1949 - Kenneth Cameron, ex astronauta e ingegnere statunitense
- 1949 - Steven James, ex calciatore inglese
- 1949 - Jerry Lawler, wrestler e personaggio televisivo statunitense
- 1949 - Dutch Mantel, ex wrestler statunitense
- 1949 - Vladimir Mendelssohn, compositore, violista e insegnante rumeno († 2021)
- 1949 - Goro Miyazawa, goista giapponese
- 1949 - Stan Rogers, cantautore canadese († 1983)
- 1949 - Garry Shandling, comico, cabarettista e attore statunitense († 2016)
- 1950 - Jean-François Baldé, pilota motociclistico francese
- 1950 - Dietmar Danner, ex calciatore tedesco
- 1950 - Peter Hooten, attore statunitense
- 1950 - Fiorino Pepe, ex calciatore italiano
- 1950 - Alfonso Sutera, fisico italiano († 2013)
- 1950 - Hans Weiner, calciatore tedesco († 2024)
- 1951 - Jean-Pierre Baert, ex ciclista su strada belga
- 1951 - Barry Goudreau, chitarrista statunitense
- 1951 - Brian Job, nuotatore statunitense († 2019)
- 1951 - Len Kosmalski, ex cestista statunitense
- 1951 - Tonie Marshall, attrice, sceneggiatrice e regista francese († 2020)
- 1951 - Pavol Michalík, ex calciatore cecoslovacco
- 1951 - Horacio Muratore, dirigente sportivo argentino
- 1951 - Guzmán Salazar, ex schermidore cubano
- 1951 - John Stagliano, attore pornografico, produttore cinematografico e regista statunitense
- 1951 - Roger Troutman, cantante e musicista statunitense († 1999)
- 1952 - John David Barrow, cosmologo, matematico e astrofisico britannico († 2020)
- 1952 - Jeff Fahey, attore statunitense
- 1952 - Dusty Hare, rugbista a 15, dirigente sportivo e imprenditore inglese
- 1952 - Elide Melli, attrice, produttrice cinematografica e produttrice televisiva italiana
- 1952 - Gustavo Moncayo, insegnante colombiano († 2022)
- 1952 - Giorgio Porcaro, cabarettista, comico e attore italiano († 2002)
- 1952 - Emma Previato, matematica italiana († 2022)
- 1952 - Terry Wapram, chitarrista e compositore britannico
- 1952 - Tom Wright, attore statunitense
- 1953 - Rick Fagel, ex tennista statunitense
- 1953 - Alex Grey, artista statunitense
- 1953 - Vlado Kreslin, musicista e compositore sloveno
- 1953 - Wolfgang Krüger, calciatore tedesco († 2023)
- 1953 - Yoshiyuki Momose, animatore e regista giapponese
- 1953 - Christine Pascal, attrice, regista e scrittrice francese († 1996)
- 1953 - Stefano Ricciotti, direttore della fotografia italiano
- 1953 - Mary Schmich, giornalista statunitense
- 1953 - Huub Stevens, ex calciatore e allenatore di calcio olandese
- 1953 - Tommy Wonder, illusionista olandese († 2006)
- 1954 - Zbigniew Bujak, attivista e politico polacco
- 1954 - Joel ed Ethan Coen, regista, sceneggiatore e produttore cinematografico statunitense
- 1954 - Chris McGrath, ex calciatore nordirlandese
- 1954 - Zoran Simović, ex calciatore jugoslavo
- 1954 - Odd Sørli, ex sciatore alpino norvegese
- 1955 - Roberto Arioldi, cavaliere italiano
- 1955 - Vittore Erba, allenatore di calcio e ex calciatore italiano
- 1955 - Howie Mandel, conduttore televisivo, comico e attore canadese
- 1955 - Hassan Sheikh Mohamud, politico somalo
- 1955 - Tic Price, allenatore di pallacanestro statunitense
- 1955 - Marcello Taglialatela, politico italiano
- 1956 - Hinton Battle, attore, cantante e ballerino statunitense († 2024)
- 1956 - Del Beshore, ex cestista statunitense
- 1956 - Lorenzo Bini Smaghi, economista italiano
- 1956 - Carol Blazejowski, ex cestista statunitense
- 1956 - Dwaine Board, ex giocatore di football americano e allenatore di football americano statunitense
- 1956 - Andreas Bornschein, ex calciatore tedesco orientale
- 1956 - Leo Laporte, conduttore televisivo statunitense
- 1956 - Russell Poole, investigatore statunitense († 2015)
- 1956 - Chiemi Satō, ex cestista giapponese
- 1956 - Jerry Sichting, ex cestista e allenatore di pallacanestro statunitense
- 1956 - Jørgen Sørlie, ex calciatore norvegese
- 1956 - Lene Tranberg, architetta danese
- 1957 - Jennifer Batten, chitarrista statunitense
- 1957 - Enzo Carraria, ex cestista italiano
- 1957 - Pasquale Cascio, arcivescovo cattolico italiano
- 1957 - Janet Napolitano, politica statunitense
- 1957 - Mario Salieri, regista e produttore cinematografico italiano
- 1957 - Tetsuo Sugamata, ex calciatore giapponese
- 1957 - Jean-Philippe Toussaint, scrittore belga
- 1957 - Lorenzo di Bonaventura, produttore cinematografico statunitense
- 1958 - Sean Bobbitt, direttore della fotografia britannico
- 1958 - Michael Dempsey, bassista inglese
- 1958 - Philippe Desmet, ex calciatore belga
- 1958 - John Dramani Mahama, politico, storico e scrittore ghanese
- 1958 - Chibly Langlois, cardinale e vescovo cattolico haitiano
- 1958 - Maria Elena Moyano, attivista peruviana († 1992)
- 1958 - Lev Borisovič Psachis, scacchista sovietico
- 1958 - Steve Timmons, ex pallavolista e ex giocatore di beach volley statunitense
- 1959 - Ferdinando Arnò, compositore, arrangiatore e produttore discografico italiano
- 1959 - Sophie Artur, attrice e doppiatrice francese
- 1959 - Richard Ewen Borcherds, matematico britannico
- 1959 - Neal Broten, ex hockeista su ghiaccio statunitense
- 1959 - Peter Cameron, scrittore statunitense
- 1959 - Nikolaj Černeckij, ex velocista sovietico
- 1959 - Rahm Emanuel, politico e ambasciatore statunitense
- 1959 - Manuel Espino, politico messicano
- 1959 - Jody Gage, ex hockeista su ghiaccio e dirigente sportivo canadese
- 1959 - Stefania Massaccesi, pittrice, scultrice e incisore italiano
- 1959 - Mauro Ravnić, allenatore di calcio e calciatore croato
- 1959 - Urs Zimmermann, ex ciclista su strada e pistard svizzero
- 1960 - Andrew Astbury, ex nuotatore britannico
- 1960 - Marco Bucci, discobolo italiano († 2013)
- 1960 - Jackie Hoffman, attrice statunitense
- 1960 - Cathy Moriarty, attrice statunitense
- 1960 - Heitor Pereira, musicista e compositore brasiliano
- 1960 - Elisabetta Rampi, politica italiana
- 1960 - Mauro Serio, attore e conduttore televisivo italiano
- 1961 - Tom Carroll, surfista australiano
- 1961 - Kim Delaney, attrice, produttrice televisiva e ex modella statunitense
- 1961 - Yasmina Mélaouah, traduttrice italiana
- 1961 - Mikael Örn, ex nuotatore svedese
- 1961 - Giuliano Pavanello, ex ciclista su strada italiano
- 1961 - Brit Pettersen, ex fondista norvegese
- 1961 - Tom Sizemore, attore, produttore cinematografico e cantante statunitense († 2023)
- 1961 - Reija Vesa, ex cestista finlandese
- 1961 - Rodolfo Ziberna, politico e dirigente pubblico italiano
- 1962 - Petter Stordalen, imprenditore norvegese
- 1962 - Edson Aparecido de Souza, ex calciatore brasiliano
- 1962 - Ronny Jordan, chitarrista e compositore britannico († 2014)
- 1962 - Andy LaRocque, chitarrista svedese
- 1962 - Petra Lang, soprano tedesco
- 1962 - Andrew McCarthy, attore e regista televisivo statunitense
- 1962 - Alex Stivrins, ex cestista statunitense
- 1962 - Karl Sundqvist, ex canoista svedese
- 1963 - Anton Bal, arcivescovo cattolico papuano
- 1963 - Kenny Black, allenatore di calcio e ex calciatore scozzese
- 1963 - Tim Bowness, cantante, musicista e compositore inglese
- 1963 - Monica Giuntini, politica italiana
- 1963 - Agata Karczmarek, ginnasta e lunghista polacca († 2016)
- 1963 - Fabio Olmi, direttore della fotografia italiano
- 1963 - Ingo Weißenborn, ex schermidore tedesco
- 1963 - Lorenzo Zecchino, cantautore italiano
- 1964 - Charles Berstad, allenatore di calcio e ex calciatore norvegese
- 1964 - Francesco Campanella, politico italiano
- 1964 - Antonio Cavallo, allenatore di calcio e ex calciatore italiano
- 1964 - Don Cheadle, attore, produttore cinematografico e regista statunitense
- 1964 - Terry Glaze, cantante statunitense
- 1964 - Jennifer Harman, giocatrice di poker statunitense
- 1964 - Kenneth Monkou, ex calciatore olandese
- 1964 - Luigi Tornari, giornalista e conduttore radiofonico italiano
- 1965 - Daniele Alberti, pianista italiano
- 1965 - Mike Barker, regista britannico
- 1965 - Kellie Casey, ex sciatrice alpina canadese
- 1965 - Ursula Cavalcanti, attrice pornografica italiana († 2005)
- 1965 - Lauren Child, scrittrice e illustratrice britannica
- 1965 - Silvio Ciappi, criminologo e scrittore italiano
- 1965 - Mykel Hawke, personaggio televisivo statunitense
- 1965 - Drahomír Kadlec, ex hockeista su ghiaccio ceco
- 1965 - Bojana Milošević, cestista jugoslava († 2020)
- 1965 - Yutaka Ozaki, musicista giapponese († 1992)
- 1965 - Francesco Persiani, politico e avvocato italiano
- 1965 - Peter Spears, attore e produttore cinematografico statunitense
- 1965 - Manfred Trenz, autore di videogiochi tedesco
- 1965 - Jeffrey Joseph Walsh, vescovo cattolico statunitense
- 1966 - Eugenio Maria Bortolini, drammaturgo, regista e attore italiano
- 1966 - Vangjush Dako, ingegnere e politico albanese
- 1966 - Enrico Ghedi, tastierista, cantante e arrangiatore italiano
- 1966 - John Layfield, ex wrestler e imprenditore statunitense
- 1966 - Clarence Maclin, attore, sceneggiatore e produttore cinematografico statunitense
- 1966 - Evgenij Vital'evič Mironov, attore russo
- 1966 - Garen Nazarian, diplomatico armeno
- 1966 - Antonio Terracciano, dirigente sportivo, ex calciatore e allenatore di calcio italiano
- 1967 - Jan Behrendt, ex slittinista tedesco
- 1967 - Stefano Cattai, ex ciclista su strada italiano
- 1967 - Andrea Cuicchi, allenatore di calcio e ex calciatore italiano
- 1967 - Mark McCall, rugbista a 15 e allenatore di rugby a 15 irlandese
- 1967 - Andrea Molaioli, regista e sceneggiatore italiano
- 1967 - Clancy Pendergast, allenatore di football americano statunitense
- 1967 - Farian Sabahi, giornalista e orientalista italiana
- 1967 - Giovanni Scaramuzzino, giornalista italiano
- 1967 - Charles Smith, ex cestista statunitense
- 1967 - Valdas Urbonas, allenatore di calcio, dirigente sportivo e ex calciatore lituano
- 1968 - Ramona Badescu, attrice, showgirl e cantante rumena
- 1968 - Dee Brown, ex cestista, allenatore di pallacanestro e dirigente sportivo statunitense
- 1968 - Mike DiMeo, cantante e tastierista statunitense
- 1968 - Eiji Ezaki, wrestler giapponese († 2016)
- 1968 - Peter Groß-Paaß, ex giocatore di football americano e allenatore di football americano tedesco
- 1968 - Andy Melville, ex calciatore gallese
- 1968 - Armando Merlitti, ex cestista italiano
- 1968 - Caroline Omamo, cestista keniota († 2015)
- 1968 - Roger Patterson, bassista statunitense († 1991)
- 1968 - Livio Romano, scrittore italiano
- 1968 - T.J. Rubley, ex giocatore di football americano statunitense
- 1968 - Charlotte Valandrey, attrice, cantante e scrittrice francese († 2022)
- 1969 - Tomas Brolin, ex calciatore svedese
- 1969 - Enrico Costa, politico italiano
- 1969 - Jennifer Cox, regista e attrice statunitense
- 1969 - Massimo Fenati, fumettista, illustratore e animatore italiano
- 1969 - Feng Zhigang, calciatore cinese († 2011)
- 1969 - Gabriel Guerrisi, chitarrista e compositore argentino
- 1969 - Pierre van Hooijdonk, ex calciatore olandese
- 1969 - Anniken Huitfeldt, storica e politica norvegese
- 1969 - Ignazio Ingrao, giornalista e autore televisivo italiano
- 1969 - Benedict Iroha, ex calciatore nigeriano
- 1969 - Kasey Keller, allenatore di calcio e ex calciatore statunitense
- 1969 - Todd Kelly, ex sciatore alpino statunitense
- 1969 - Verno Phillips, pugile beliziano
- 1969 - Mariano Rivera, ex giocatore di baseball panamense
- 1969 - Ye Chong, ex schermidore cinese
- 1970 - Ciro Ardito, canoista italiano
- 1970 - Mario Arteaga, ex calciatore messicano
- 1970 - Andrea Binotto, allenatore di calcio svizzero
- 1970 - Larry Joe Campbell, attore statunitense
- 1970 - Ylenia Carrisi, personaggio televisivo e showgirl italiana
- 1970 - Lucia Chiarla, attrice, sceneggiatrice e regista italiana
- 1970 - Frank Delgado, tastierista e disc jockey statunitense
- 1970 - Admir Hasančić, allenatore di calcio e ex calciatore bosniaco
- 1970 - Mark Pembridge, allenatore di calcio e ex calciatore gallese
- 1970 - Ryu Seung-ryong, attore sudcoreano
- 1970 - Lamar Smith, ex giocatore di football americano statunitense
- 1970 - Paola Turbay, attrice, modella e conduttrice televisiva statunitense
- 1971 - Biljana Borzan, medico e politica croata
- 1971 - Keith Carlock, batterista statunitense
- 1971 - Vladimir Grigor'ev, ex giocatore di calcio a 5 e ex calciatore russo
- 1971 - Jesse V. Johnson, regista, sceneggiatore e stuntman britannico
- 1971 - Gena Lee Nolin, attrice e modella statunitense
- 1971 - Amy Peterson, ex pattinatrice di short track statunitense
- 1971 - Olivier Quint, allenatore di calcio e ex calciatore francese
- 1971 - Angelo Serio, regista, sceneggiatore e attore italiano
- 1971 - Tan Zongliang, tiratore a segno cinese
- 1972 - Brian Baumgartner, attore statunitense
- 1972 - Monica Calzetta, scacchista spagnola
- 1972 - Andreas Goldberger, ex saltatore con gli sci austriaco
- 1972 - Rodrigo Pessoa, cavaliere brasiliano
- 1972 - Diego Ramos, attore argentino
- 1972 - Roger Shah, disc jockey e produttore discografico tedesco
- 1972 - Carrie Sheinberg, ex sciatrice alpina statunitense
- 1972 - Nicola Tescari, compositore, pianista e produttore discografico italiano
- 1973 - João Alexandre Santos Vilacova, ex calciatore portoghese
- 1973 - Lorenzo Bernini, filosofo italiano
- 1973 - Eric Cárdenas, ex cestista panamense
- 1973 - José Manuel Colmenero, ex calciatore spagnolo
- 1973 - Ryan Giggs, dirigente sportivo, allenatore di calcio e ex calciatore inglese
- 1973 - Fredrik Norrena, allenatore di hockey su ghiaccio e ex hockeista su ghiaccio finlandese
- 1973 - Ascanio Pacelli, conduttore televisivo, conduttore radiofonico e attore italiano
- 1973 - Gabi Rockmeier, ex velocista tedesca
- 1973 - Birgit Rockmeier, ex velocista tedesca
- 1973 - Claudio Rojas, ex calciatore e ex giocatore di calcio a 5 guatemalteco
- 1974 - Stefano Balocco, bassista italiano
- 1974 - Lin Chiling, modella e attrice taiwanese
- 1974 - Pavol Demitra, hockeista su ghiaccio slovacco († 2011)
- 1974 - Cyril Dessel, dirigente sportivo e ex ciclista su strada francese
- 1974 - Andrea Fabbrini, dirigente sportivo e ex calciatore italiano
- 1974 - Gunnlaugur Jónsson, allenatore di calcio e ex calciatore islandese
- 1974 - Freddie Kitchens, allenatore di football americano statunitense
- 1974 - Neil McCarthy, ex rugbista a 15, allenatore di rugby a 15 e dirigente sportivo britannico
- 1974 - Arturo Mercado Jr., doppiatore, direttore del doppiaggio e attore messicano
- 1974 - Ol'ga Novokščenova, sincronetta russa
- 1974 - Mike Penberthy, ex cestista e allenatore di pallacanestro statunitense
- 1974 - Kōsuke Suzuki, attore giapponese
- 1974 - Bogusław Wyparło, ex calciatore polacco
- 1975 - Ģirts Ankipāns, ex hockeista su ghiaccio lettone
- 1975 - Emanuela Nicosia, ex cestista italiana
- 1975 - Reda Tukar, ex calciatore saudita
- 1976 - Lindsay Benko, ex nuotatrice statunitense
- 1976 - Chadwick Boseman, attore, drammaturgo e produttore cinematografico statunitense († 2020)
- 1976 - Anna Faris, attrice statunitense
- 1976 - Gianluca Ferraris, giornalista e scrittore italiano († 2022)
- 1976 - Elisabeth Hilmo, ex pallamanista norvegese
- 1976 - Nathan Hines, ex rugbista a 15 e allenatore di rugby a 15 australiano
- 1976 - Aline Hochscheid, attrice tedesca
- 1976 - Patrick Johansson, batterista svedese
- 1976 - Michalīs Kakiouzīs, ex cestista e allenatore di pallacanestro greco
- 1976 - Esteban Meloni, attore argentino
- 1976 - Julian Ovenden, attore e cantante britannico
- 1976 - Veronica Rayne, ex attrice pornografica statunitense
- 1977 - Shady Mohamed, ex calciatore egiziano
- 1977 - Stefano Basalini, canottiere italiano
- 1977 - Andy Beshear, politico e avvocato statunitense
- 1977 - Paul Goodison, velista britannico
- 1977 - Eddie Howe, allenatore di calcio e ex calciatore inglese
- 1977 - Nuno Janeiro, modello e attore portoghese
- 1977 - Kátia Denise da Silva, ex cestista brasiliana
- 1977 - Andy Panko, ex cestista statunitense
- 1977 - Marija Petrova, ex pattinatrice artistica su ghiaccio russa
- 1977 - Johannes Raspe, attore, doppiatore e conduttore radiofonico tedesco
- 1977 - Beatrice Rosen, attrice statunitense
- 1977 - Clint Stoerner, giocatore di football americano statunitense
- 1978 - José Acciari, allenatore di calcio e ex calciatore argentino
- 1978 - Heather Bown, pallavolista statunitense
- 1978 - Alessandro Fei, dirigente sportivo e ex pallavolista italiano
- 1978 - Lauren German, attrice statunitense
- 1978 - Dīmītrios Kōnstantopoulos, ex calciatore greco
- 1978 - Maciel Lima Barbosa da Cunha, ex calciatore brasiliano
- 1978 - Ludwika Paleta, attrice polacca
- 1978 - Daniele Savoca, attore italiano
- 1978 - Kaisani Uhatahi, ex calciatore tongano
- 1978 - Benjamín Vicuña, attore cileno
- 1978 - Andrij Vorobej, ex calciatore ucraino
- 1979 - Simon Amstell, comico, conduttore televisivo e sceneggiatore britannico
- 1979 - Adam Barrett, ex calciatore inglese
- 1979 - Horacio Cardozo, ex calciatore argentino
- 1979 - Louay Chanko, calciatore e allenatore di calcio svedese
- 1979 - Michael Lamey, ex calciatore olandese
- 1979 - Costas Philippou, artista marziale misto e ex pugile cipriota
- 1979 - Vanessa Rodríguez, ex calciatrice spagnola
- 1979 - Eric Schmieder, ex cestista statunitense
- 1979 - Abdoulaye Soulama, calciatore burkinabé († 2017)
- 1979 - The Game, rapper e attore statunitense
- 1979 - Davor Čutura, ex pallamanista e allenatore di pallamano serbo
- 1980 - Dennis Bekkers, taekwondoka olandese
- 1980 - Izabela Bełcik, ex pallavolista polacca
- 1980 - Chun Jung-myung, attore sudcoreano
- 1980 - Mārtiņš Cipulis, hockeista su ghiaccio lettone
- 1980 - Dargen D'Amico, rapper, cantautore e produttore discografico italiano
- 1980 - Janina Gavankar, attrice e musicista statunitense
- 1980 - Hreiðar Guðmundsson, ex pallamanista islandese
- 1980 - Zbyněk Irgl, hockeista su ghiaccio ceco
- 1980 - Aaron Mauger, ex rugbista a 15 e allenatore di rugby a 15 neozelandese
- 1980 - Nellina Mazzulla, pallavolista e giocatrice di beach volley italiana
- 1980 - Óscar McFarlane, ex calciatore e ex giocatore di calcio a 5 panamense
- 1980 - Anita Mikāle, ex cestista lettone
- 1980 - Vítor Moreno, ex calciatore portoghese
- 1981 - Stevan Bates, allenatore di calcio e ex calciatore serbo
- 1981 - Manel Expósito, allenatore di calcio e ex calciatore spagnolo
- 1981 - Eri Ishikawa, attrice e regista giapponese
- 1981 - Fawad Khan, cantante e attore pakistano
- 1981 - Ad Sluijter, chitarrista olandese
- 1981 - Bakhyt Särsekbaev, pugile kazako
- 1981 - Nicholas Teo, cantante e attore malese
- 1981 - Souleymane Youla, calciatore guineano
- 1982 - János Balogh, calciatore ungherese
- 1982 - Lucas Black, attore statunitense
- 1982 - Gemma Chan, attrice e ex modella britannica
- 1982 - Sébastien Delfosse, ex ciclista su strada belga
- 1982 - Simon de Jano, disc jockey e produttore discografico italiano
- 1982 - Pekka Koskela, pattinatore di velocità su ghiaccio finlandese
- 1982 - Miguel Ángel López Jaén, ex tennista spagnolo
- 1982 - Shelton Martis, ex calciatore olandese
- 1982 - John Mensah, ex calciatore ghanese
- 1982 - Michael Peterson, ex giocatore di football americano statunitense
- 1982 - Marcin Robak, ex calciatore polacco
- 1982 - Hayato Sasaki, ex calciatore giapponese
- 1982 - Eddie Spears, attore statunitense
- 1982 - Krystal Steal, attrice pornografica statunitense
- 1982 - Dragan Župan, calciatore croato
- 1983 - Jean Abdel-Nour, ex cestista libanese
- 1983 - Albert Bunjaku, ex calciatore kosovaro
- 1983 - Josh Gowling, allenatore di calcio e ex calciatore inglese
- 1983 - Jaŭhen Hutarovič, ex ciclista su strada bielorusso
- 1983 - Daniel Kandi, disc jockey e produttore discografico danese
- 1983 - Dušan Melichárek, ex calciatore ceco
- 1983 - Ján Novota, ex calciatore slovacco
- 1983 - Jennifer Oeser, multiplista tedesca
- 1983 - Aleksandr Orechov, allenatore di calcio e ex calciatore russo
- 1983 - Harrison Róchez, calciatore beliziano
- 1983 - Rosemary, wrestler canadese
- 1983 - Aylin Tezel, attrice tedesca
- 1983 - Adam Zolotin, attore statunitense
- 1984 - Choi Yoon-so, attrice sudcoreana
- 1984 - Alfred Effiong, ex calciatore nigeriano
- 1984 - Sofia Escobar, attrice e soprano portoghese
- 1984 - Natalija Gros, arrampicatrice slovena
- 1984 - J. Holiday, cantautore statunitense
- 1984 - Ji Hyun-woo, attore e musicista sudcoreano
- 1984 - Ronil Kumar, allenatore di calcio e ex calciatore figiano
- 1984 - Rasmus Lindgren, ex calciatore svedese
- 1984 - Katlego Mphela, ex calciatore sudafricano
- 1984 - Juan Paredes, calciatore guatemalteco
- 1984 - Samson Satele, giocatore di football americano statunitense
- 1984 - Xu Chen, giocatore di badminton cinese
- 1985 - Evangelia Aravani, modella e conduttrice televisiva greca
- 1985 - Volodymyr Aržanov, ex calciatore ucraino
- 1985 - Muharem Bajrami, allenatore di calcio e ex calciatore macedone
- 1985 - Halim Begaj, ex calciatore albanese
- 1985 - Shannon Brown, ex cestista statunitense
- 1985 - Dannell Ellerbe, giocatore di football americano statunitense
- 1985 - Myrlena López, pallavolista portoricana
- 1985 - Alberto Pandolfo, politico italiano
- 1985 - Pat Sims, ex giocatore di football americano statunitense
- 1985 - Junnosuke Taguchi, cantante e attore giapponese
- 1985 - Indira Terrero, velocista e mezzofondista cubana
- 1986 - Andrij Chrypta, ex ciclista su strada e mountain biker ucraino
- 1986 - Barbara Hetmańska, cantante polacca
- 1986 - Robert Icke, regista teatrale e drammaturgo britannico
- 1986 - Lukas Kampa, pallavolista tedesco
- 1986 - Alikiba, cantante tanzaniano
- 1986 - Diego Alberto Morales, calciatore argentino
- 1986 - Carlos Emiliano Pereira, ex calciatore brasiliano
- 1986 - Yoann Touzghar, ex calciatore tunisino
- 1987 - Renae Cruz, ex attrice pornografica statunitense
- 1987 - Nathan Dyer, ex calciatore inglese
- 1987 - Adrian Hamilton, ex giocatore di football americano statunitense
- 1987 - Leif Kristian Haugen, ex sciatore alpino norvegese
- 1987 - Cashmere Cat, disc jockey e produttore discografico norvegese
- 1987 - Rashidat Junaid, ex cestista statunitense
- 1987 - David McGoldrick, calciatore inglese
- 1987 - Danni Miatke, nuotatrice australiana
- 1987 - Stephen O'Halloran, calciatore irlandese
- 1987 - Claudio Rinaldi, ex pattinatore di short track italiano
- 1987 - Sandro Wagner, allenatore di calcio e ex calciatore tedesco
- 1988 - Marco Belotti, ex nuotatore italiano
- 1988 - Lars Helge Birkeland, ex biatleta norvegese
- 1988 - Abby Bishop, cestista australiana
- 1988 - Dana Brooke, wrestler e culturista statunitense
- 1988 - Ziyed Chennoufi, cestista tunisino
- 1988 - Mana Dembélé, calciatore francese
- 1988 - Robert Gruberbauer, ex calciatore austriaco
- 1988 - Damon Harrison, giocatore di football americano statunitense
- 1988 - Sándor Rónai, politico ungherese
- 1988 - Corey Webster, cestista neozelandese
- 1988 - Russell Wilson, giocatore di football americano statunitense
- 1988 - Anas Bani Yaseen, calciatore giordano
- 1989 - Dominic Adiyiah, ex calciatore ghanese
- 1989 - Kirstie Alora, taekwondoka filippina
- 1989 - Stefan Bradl, pilota motociclistico tedesco
- 1989 - Joren Dom, calciatore belga
- 1989 - Francesca Ferrazzo, attrice italiana
- 1989 - Martin Jindráček, calciatore ceco
- 1989 - Nadia Lawrence, calciatrice gallese
- 1989 - Madelein Meppelink, giocatrice di beach volley olandese
- 1989 - Dominique Morrison, cestista statunitense
- 1989 - Bongani Ndulula, ex calciatore sudafricano
- 1989 - Leonardo Passos Alves, ex calciatore brasiliano
- 1989 - Juan Gabriel Patiño, calciatore paraguaiano
- 1989 - Cesinha, calciatore brasiliano
- 1989 - Yūsuke Tanaka, ginnasta giapponese
- 1989 - Emiliano Terzaghi, calciatore argentino
- 1990 - Mariano Barbieri, calciatore argentino
- 1990 - Lamin Barrow, giocatore di football americano statunitense
- 1990 - Diego Boneta, attore e cantante messicano
- 1990 - Josh Charles, calciatore grenadino
- 1990 - Blake Davis, attore australiano
- 1990 - Antonio Denti, rugbista a 15 italiano
- 1990 - Okacha Hamzaoui, calciatore algerino
- 1990 - Katherine Harms, ex pallavolista statunitense
- 1990 - Tomoki Imai, calciatore giapponese
- 1990 - Francis Koné, calciatore ivoriano
- 1990 - Cristiano Pereira Figueiredo, calciatore tedesco
- 1990 - Sheldon Richardson, giocatore di football americano statunitense
- 1990 - Yacouba Sylla, ex calciatore francese
- 1990 - Blake e Dylan Tuomy-Wilhoit, attore statunitense
- 1990 - Nurbergen Zhumagaziyev, pattinatore di short track kazako
- 1991 - Orr Barouch, ex calciatore israeliano
- 1991 - Andreea Boghian, canottiera rumena
- 1991 - Blaise Giezendanner, sciatore alpino francese
- 1991 - Rebecca James, ex pistard britannica
- 1991 - Janeta Kerdiyoshvili, modella georgiana
- 1991 - Maggie Lucas, ex cestista e allenatrice di pallacanestro statunitense
- 1991 - Ibrahim Sissoko, calciatore ivoriano
- 1991 - Marcel Souberbielle, cestista uruguaiano
- 1991 - Akeem Spence, giocatore di football americano statunitense
- 1991 - Tainá Mayara da Paixão, cestista brasiliana
- 1991 - Erlend Tjøtta Vie, giocatore di calcio a 5 e calciatore norvegese
- 1991 - Lucas Van Berkel, pallavolista canadese
- 1992 - Kim Cheol-min, pattinatore di velocità su ghiaccio e pattinatore di short track sudcoreano
- 1992 - Szczepan Kupczak, combinatista nordico polacco
- 1992 - Tanart Sathienthirakul, pilota automobilistico thailandese
- 1993 - Dion Cooper, cantautore olandese
- 1993 - Stefon Diggs, giocatore di football americano statunitense
- 1993 - Mina El Hammani, attrice spagnola
- 1993 - Daniel Golubovic, multiplista australiano
- 1993 - Alex Hope, cantautrice australiana
- 1993 - Cyrus Jones, giocatore di football americano statunitense
- 1993 - David Lambert, attore statunitense
- 1993 - Manuel Lazzari, calciatore italiano
- 1993 - Marcus Martin, giocatore di football americano statunitense
- 1993 - Zoran Marušić, calciatore serbo
- 1993 - Ernia, rapper italiano
- 1993 - René Renner, calciatore austriaco
- 1993 - Noami Santos, pallavolista portoricana
- 1993 - Okomayin Segun, ex calciatore nigeriano
- 1993 - Yūki Takahashi, lottatore giapponese
- 1994 - Alef Manga, calciatore brasiliano
- 1994 - Timofej Andrijashenko, danzatore lettone
- 1994 - Bechir Ben Saïd, calciatore tunisino
- 1994 - Jordan Dasuqi, cestista statunitense
- 1994 - Christophe Noppe, ciclista su strada belga
- 1994 - Julius Randle, cestista statunitense
- 1994 - Leonardo Villalba, calciatore argentino
- 1994 - Zhu Ting, pallavolista cinese
- 1995 - Benjamin Babati, calciatore ungherese
- 1995 - Brandon Bye, calciatore statunitense
- 1995 - Troy Caupain, cestista statunitense
- 1995 - Liv Hewson, attrice australiana
- 1995 - Ahmad Hindi, atleta paralimpico giordano
- 1995 - Molly Kate Kestner, cantautrice statunitense
- 1995 - Daryl Macon, cestista statunitense
- 1995 - Laura Marano, attrice e cantante statunitense
- 1995 - Siobhan-Marie O'Connor, ex nuotatrice britannica
- 1995 - Moslem Oladghobad, giocatore di calcio a 5 iraniano
- 1995 - Kelsie Payne, pallavolista statunitense
- 1995 - Adrian Pedersen, giocatore di calcio a 5 e calciatore norvegese
- 1995 - Matej Šimić, calciatore croato
- 1995 - Kathia Sánchez, pallavolista portoricana
- 1995 - Wu Ruiting, triplista cinese
- 1996 - RetroVision, disc jockey e produttore discografico francese
- 1996 - Kennedy Boateng, calciatore ghanese
- 1996 - Dominik Bury, fondista polacco
- 1996 - Gonçalo Guedes, calciatore portoghese
- 1996 - Ahmed Ildız, calciatore turco
- 1996 - Dane Jackson, giocatore di football americano statunitense
- 1996 - Hussein Ali Al-Saedi, calciatore iracheno
- 1996 - Bolémvn, rapper francese
- 1996 - Obinna Nwobodo, calciatore nigeriano
- 1996 - Amar Sejdič, calciatore statunitense
- 1996 - Asrat Tonjo, calciatore etiope
- 1996 - Amalie Vangsgaard, calciatrice danese
- 1997 - Karim El Eraki, calciatore egiziano
- 1997 - Lyu Haotian, giocatore di snooker cinese
- 1997 - Natalie Maag, slittinista svizzera
- 1997 - Nina O'Brien, sciatrice alpina statunitense
- 1997 - Giuseppe Pezzella, calciatore italiano
- 1997 - Fabian Reese, calciatore tedesco
- 1997 - Emma Ribom, fondista svedese
- 1997 - Nick Richards, cestista giamaicano
- 1998 - Elvis Bwomono, calciatore ugandese
- 1998 - Fernando Costanza, calciatore brasiliano
- 1998 - Nika Daalderop, pallavolista e giocatrice di beach volley olandese
- 1998 - Ayumu Hirano, snowboarder giapponese
- 1998 - Arbnor Muja, calciatore kosovara
- 1998 - Shota Ogawa, lottatore giapponese
- 1998 - Barnabás Peák, ciclista su strada ungherese
- 1998 - Emir Sahiti, calciatore kosovaro
- 1998 - Lovie Simone, attrice statunitense
- 1998 - Fabian White, cestista statunitense
- 1999 - Rashod Bateman, giocatore di football americano statunitense
- 1999 - Morgan Brown, calciatore inglese
- 1999 - Gianpaolo Buzzacchino, schermidore italiano
- 1999 - Sara Casasola, ciclocrossista e ciclista su strada italiana
- 1999 - Finn Florijn, canottiere olandese
- 1999 - Daniel Nussbaumer, calciatore austriaco
- 1999 - Emmi Peltonen, pattinatrice artistica su ghiaccio finlandese
- 1999 - Andrew Tang, scacchista statunitense
- 1999 - Marija Tolj, discobola croata
- 1999 - Patrick Vroegh, calciatore olandese
- 2000 - Williams Alarcón, calciatore cileno
- 2000 - Yann Aurel Bisseck, calciatore tedesco
- 2000 - Nojus Mineikis, cestista lituano
- 2000 - Yohann Ndoye-Brouard, nuotatore francese
- 2000 - Matej Trusa, calciatore slovacco
- 2000 - Nanako Tōdō, cestista giapponese
- 2000 - Aleksandr Ševčenko, tennista russo

## XXI secolo(18)
- 2001 - Ethan Champlin, pallavolista statunitense
- 2001 - Meshack Ubochioma, calciatore nigeriano
- 2002 - Giorgia Frosini, pallavolista italiana
- 2002 - Matías González Márquez, calciatore uruguaiano
- 2002 - Daniel Gruber, slittinista italiano
- 2002 - Tory Horton, giocatore di football americano statunitense
- 2002 - Deandre Kerr, calciatore canadese
- 2002 - Yunus Musah, calciatore statunitense
- 2002 - César Pérez, calciatore cileno
- 2002 - Zachary Svajda, tennista statunitense
- 2003 - Malomo Ayodeji, calciatore nigeriano
- 2004 - Furkan Demir, calciatore turco
- 2004 - Mihailo Ivanović, calciatore serbo
- 2004 - Ibrahim Osman, calciatore ghanese
- 2004 - Lucas Stassin, calciatore belga
- 2005 - Diogo Guzmán, calciatore argentino
- 2006 - Milla Jansen, nuotatrice australiana
- 2007 - Chido Obi-Martin, calciatore danese